# Lotte Heijtenis
Lotte Heijtenis (1977) (soms geschreven als Heytenis) is een Vlaamse actrice, bij het televisiepubliek bekend van de hoofdrol in de televisieserie Jes.
Ze is licentiaat Romaanse talen, bestudeerde een jaar de Mexicaanse literatuur in Mexico-Stad, volgde theaterstudies aan de Sorbonne in Parijs en studeerde in 2007 af aan de toneelacademie van Maastricht.
Ze werkte als docent woord in het deeltijds kunstonderwijs, had een rol in de kortfilm Drive me crazy en een gastrol in Aspe. In het theater speelde ze met theater Onderhetvel in Kamer en de Man en Hebben/Zijn en met de KVS in Incendies.
Begin 2008 werkte ze in de Antwerpse werkplaats detheatermaker aan de productie Jaz, die in april 2008 tijdens het Hit the Stage evenement van theater Monty werd voorgesteld. Ze kreeg de rol van Charlotte Vranken in de één-televisieserie De Smaak van De Keyser die in het winterseizoen 2008-2009 werd uitgezonden. Intussen was ze zelf begonnen aan de opnames van de VTM-televisieserie Jes waar ze de hoofdrol, de rol van Jes Jacobs, toegewezen kreeg.
In Calais stond ze begin 2009 met Jusqu'au désert op de planken. Theatergezelschap Laika hernam de productie met dezelfde acteurs in Antwerpen in april 2009 als onderdeel van het cultuurfestival Blok / Bloc op Linkeroever met de titel Tot in de woestijn. Deze productie liep ook de drie daaropvolgende seizoenen. Met 't Arsenaal stond ze met Belga op de planken in de herfst van 2009. Ook deze productie liep meerdere seizoenen.
In het najaar van 2010 volgden de film Zot van A. en een hoofdrol in de fictieserie Dubbelleven. Ze bewerkte Agatha van Marguerite Duras en speelde dit stuk samen met Yves De Pauw in een productie van zijn theatergezelschap Compagnie Lodewijk/Louis. Agatha werd ook in de seizoenen 2011-2012 en 2012-2013 hernomen.
In 2011 was ze naast theaterwerk te zien in een gastrol in het derde seizoen van Vermist waar ze de zus van Tine Peeters speelde. In 2012 hernam ze deze rol in het vierde seizoen. In 2013 had ze een hoofdrol als Els in de langspeelfilm Bobby en de geestenjagers.
In 2014 speelde ze een klein rolletje in de Britse serie The Missing als verkoopster.
In 2020 speelde ze een kleine rol als Myriam in de VRT/Eén-serie Black-out.
Van 2024 tot 2025 speelde ze in de telenovelle Milo de rol van Kimberley Baetens.  Ze speelt daar een psychiatrische patiënte tijdens het tweede seizoen.